# جامعة روش
جامعة روش هي جامعة بحثية خاصة في شيكاغو، إلينوي. الجامعة، التي تأسست عام 1972، هي الذراع الأكاديمية للمركز الطبي بجامعة روش.
تضم جامعة روش:
- كلية روش الطبية
- كلية التمريض بجامعة روش
- كلية العلوم الصحية بجامعة روش
- كلية الدراسات العليا بجامعة روش

تشمل الجامعة مستشفى يضم 664 سريرًا يخدم البالغين والأطفال، ومركزًا صحيًا بسعة 61 سريرًا وجامعة روش. يشغل الحرم الجامعي مساحة 8 أكر (3.2 ها) على الجانب الغربي القريب من شيكاغو، في منطقة إلينوي الطبية، والذي يتضمن أيضًا المستشفى التعليمي، المركز الطبي لجامعة روش.

## التاريخ

### تأسيس جامعة روش
يعود تاريخ المركز الطبي لجامعة روش إلى 2 مارس 1837، عندما حصلت كلية روش الطبية على ميثاقها. دانيال برينارد، دكتوراه في الطب، أسس كلية روش الطبية في مارس 1837، قبل يومين من اعتماد شيكاغو كمدينة. استغرق الأمر سبع سنوات من منح الميثاق قبل افتتاح كلية روش الطبية رسميًا في 4 ديسمبر 1843 - مع 22 طالبًا مسجلين في دورة مدتها 16 أسبوعًا.
تم تسمية الكلية باسم بنيامين راش، الموقع على إعلان الاستقلال وطبيب بنسلفانيا، الذي أحصى جورج واشنطن من بين مرضاه. أصبح قائدًا طبيًا وإنسانيًا بعد الحرب الثورية. كان أيضًا ناشطًا اجتماعيًا، ومدافعًا بارزًا عن إلغاء العبودية، وللتعليم العلمي للجماهير - بما في ذلك النساء - وللعيادات الطبية العامة لعلاج الفقراء. عند وفاته عام 1813، كان أشهر طبيب في أمريكا. 
على غرار معظم كليات الطب في القرن التاسع عشر، كانت روش مؤسسة مملوكة ومدارة من قبل مجموعة من الأطباء الذين انضموا إلى برينارد في تأسيس ممارسات في شيكاغو الصغيرة. افتتح المستشفى المشيخي، مستشفى راش التعليمي، في عام 1884. بعد حريق شيكاغو العظيم عام 1871، هجرت روش حرمها الجامعي المدمر وأعيد بناؤه في حي ويست سايد الذي تحتله اليوم.
بحلول نهاية ذلك القرن، كانت روش من بين أكبر كليات الطب وأكثرها تميزًا في البلاد ،[بحاجة لمصدر] أن تصبح موردًا رئيسيًا للأطباء للمناطق الريفية في الشرق الأوسط والغرب الأقصى.[بحاجة لمصدر] سعت الكلية إلى الانتماء الأكاديمي مع إحدى الجامعات الكبرى، وهي ممارسة شائعة بين كليات الطب المستقلة في ذلك العصر. في عام 1898، كانت المدرسة تابعة لجامعة شيكاغو. خلال القرن الأول من عملها، تلقى أكثر من 10000 طبيب تدريبهم في كلية الطب روش.[بحاجة لمصدر]

### منتصف القرن
في عام 1942، انتهى ارتباطها بجامعة شيكاغو، عندما علقت روش مؤقتًا برنامجها التعليمي قبل السريري في مواجهة الحرب العالمية الثانية. في عام 1956، قبل مستشفى سانت لوك في شيكاغو دعوة مستشفى المشيخي للاندماج للحصول على الكتلة الحرجة من موارد المراكز الطبية التعليمية المعاصرة.
بعد فترة وجيزة، استجابةً للحاجة المستقبلية المتوقعة للأطباء لخدمة عدد السكان المتزايد في الولاية والمنطقة، تمت إعادة تنشيط ميثاق كلية الطب روش ودمجت الكلية مع مستشفى لوقا. مشيخية سانت روش. تم إنشاء مركز لوكيز الطبي، وفي عام 1971، أعيد افتتاح كلية روش الطبية بفصل مكون من 66 طالبًا في السنة الأولى و33 طالبًا في السنة الثالثة. بلغ حجم الفصل الدراسي في السنة الأولى 120 في عام 1976 وزاد مؤخرًا إلى 128 طالبًا.

## الكليات

### كلية التمريض
تمثل كلية التمريض بجامعة روش تراثًا مشتركًا يعود تاريخه إلى عام 1885، عندما تم افتتاح أول سابقة لها، وهي مدرسة تدريب التمريض بمستشفى سانت لوك في عام 1885 لتقديم تعليم الدبلوم للممرضين. في عام 1903، قبلت مدرسة التمريض بالمستشفى المشيخي طلابها الأوائل. من عام 1956 إلى عام 1968، تم تدريس الممرضين في المدرسة المشيخية المدمجة. مدرسة التمريض في مستشفى لوك. تخرج أكثر من 7500 ممرضة من هذه المدارس الثلاث.[بحاجة لمصدر] تم تصنيف كلية التمريض باستمرار ضمن أفضل 5% من كليات التمريض التي لديها برنامج دراسات عليا، والعديد من برامجها المتخصصة تم تصنيفها في المراكز العشرة الأولى. تشتهر الكلية بابتكارها ورؤيتها، وهي واحدة من المؤسسات الرئيسية لتعليم التمريض في الولايات المتحدة.
مُنح أول بكالوريوس العلوم في التمريض وماجستير العلوم في التمريض عام 1975 ؛ مُنحت أول درجة دكتوراه في علوم التمريض في عام 1980 ؛ ومُنحت أول درجة دكتوراه في ممارسة التمريض في عام 1990. تم منح دكتوراه الفلسفة في التمريض لأول مرة في عام 2007. منذ إنشاء كلية التمريض بجامعة روش، تم منح 5،623 درجات البكالوريا والماجستير والدكتوراه. استجابةً للتعقيد المتزايد في نظام الرعاية الصحية، والمسؤوليات المتزايدة التي يلقيها هذا على الممرضين، أوقفت كلية التمريض بجامعة روش بكالوريوس العلوم في التمريض في عام 2009 وبدأت في تقديم برنامج ماجستير دخول عام (GEM)، وهو واحد من ثلاثة في مدينة شيكاغو لتقديم مثل هذه الدرجة. هذا البرنامج مخصص للطلاب الحاصلين بالفعل على درجة البكالوريوس في مجال آخر غير التمريض. يركز البرنامج على تعليم قادة الأطباء القادرين على الجمع بين المعرفة بالأنظمة والرعاية التمريضية، والقدرة على بناء وإدارة الفرق، وتطبيق الممارسات القائمة على الأدلة لتحسين نتائج المرضى. تخرجت الدفعة الأولى من 44 طالبًا في مارس 2010. اليوم، يتخرج أكثر من 175 من طلاب الماجستير والدكتوراه في التمريض كل عام.

### كلية العلوم الصحية
تعود أصول كلية العلوم الصحية في جامعة روش إلى كلية التكنولوجيا الطبية. مستشفى لوقا 1959-1972. ثاني أكبر مدرسة من نوعها في شيكاغو، قدمت برنامج تدريب مهني لمدة عام واحد لأكثر من 200 طالب البكالوريا في التكنولوجيا الطبية أثناء عملها. في عام 1973، كانت كلية التكنولوجيا الطبية واحدة من أولى برامج التدريب الداخلي في البلاد للتحول إلى برنامج درجة البكالوريا لمدة عامين. تم بناء البرنامج حول جوهر المعرفة النظرية الأساسية والمتقدمة والممارسة السريرية. أصبحت المدرسة جزءًا من كلية روش للتمريض والعلوم الصحية المساعدة في عام 1973. في عام 1975، انفصلت كلية العلوم الصحية عن كلية التمريض وأصبحت، جنبًا إلى جنب مع ما كان يُعرف آنذاك باسم كلية الدراسات العليا، كلية مستقلة.
في عام 1978 واستجابة للحاجة المتزايدة لأخصائيي العلاج المهني، طورت الجامعة برنامجًا للعلاج المهني، بدءًا من برنامج الدراسات العليا في العلاج المهني في عام 1980، والذي أعيد تشكيله في عام 1986 إلى برنامج احترافي للمبتدئين تم قبوله. 11 طالب بدوام كامل واثنان بدوام جزئي. تم إطلاق برنامج إدارة النظم الصحية في عام 1979، لاستكمال المناهج السريرية ببرنامج لتثقيف مسؤولي الرعاية الصحية.
تأسس قسم علوم واضطرابات الاتصال عام 1980. ومنذ ذلك الوقت قامت الكلية بإضافة أقسام التغذية العلاجية. الفيزياء الطبية؛ مساعد الطبيب؛ تكنولوجيا الإرواء الموجات فوق الصوتية الأوعية الدموية والدين والصحة والقيم الإنسانية لتشكيل كلية العلوم الصحية الحالية. تقدم الكلية حاليًا برنامجين للدكتوراه وتسعة برامج على مستوى الماجستير وبرامج البكالوريوس في علوم المختبرات السريرية وتكنولوجيا التروية والموجات فوق الصوتية للأوعية الدموية.

### كلية الدراسات العليا
تأسست كلية الدراسات العليا في جامعة روش كوحدة أكاديمية منفصلة في يناير 1981، بعد أن تم تنظيمها سابقًا باعتبارها كلية الدراسات العليا داخل كلية العلوم الصحية. كلية الدراسات العليا مسؤولة عن البرامج التعليمية في العلوم الأساسية وتقدم درجتي الماجستير والدكتوراه في عشرة تخصصات. بالإضافة إلى برامج الدكتوراه في العلوم الأساسية والتمريض منذ عام 2007، تقدم كلية الدراسات العليا ماجستير العلوم في البحث السريري والتكنولوجيا الحيوية.
يتم تنظيم كلية الدراسات العليا في أقسام ؛ يمثل كل قسم تخصصًا منفصلاً ويرتبط كل قسم بالقسم الأكاديمي الأصلي. تضم الكلية حاليًا الأقسام التالية:
- علم التشريح وبيولوجيا الخلية
- الكيمياء الحيوية
- علم المناعة / علم الأحياء الدقيقة
- الفيزياء الطبية
- علم العقاقير
- علم الأعصاب
- الفيزياء الحيوية الجزيئية وعلم وظائف الأعضاء
- الأبحاث السريرية

## روابط خارجية
- الموقع الرسمي